# Bridges to Buenos Aires
Bridges to Buenos Aires je koncertní album britské rockové skupiny The Rolling Stones, které vyšlo v listopadu 2019. Album bylo nahráváno na koncertu v Buenos Aires v Argentině, kde skupina vystoupila v rámci světového turné Bridges to Babylon Tour v roce 1998. Jako host se skupinou vystoupil Bob Dylan, který si s nimi zahrál svoji píseň "Like a Rolling Stone".

## Seznam skladeb
| Pořadí | Skladba                                             | Délka |
| ------ | --------------------------------------------------- | ----- |
| 1.     | "(I Can't Get No) Satisfaction"                     | 5:21  |
| 2.     | "Let's Spend The Night Together"                    | 4:06  |
| 3.     | "Flip The Switch"                                   | 4:04  |
| 4.     | "Gimme Shelter"                                     | 6:38  |
| 5.     | "Sister Morphine"                                   | 6:20  |
| 6.     | "It's Only Rock 'n' Roll (But I Like It)"           | 4:39  |
| 7.     | "Saint Of Me"                                       | 5:14  |
| 8.     | "Out Of Control"                                    | 7:31  |
| 9.     | "Miss You" a představování kapely                   | 9:54  |
| 10.    | "Like a Rolling Stone" (Dylan) (Společně s Dylanem) | 6:25  |
| 11.    | "Thief In The Night"                                | 6:20  |
| 12.    | "I Wanna Hold You"                                  | 4:53  |
| 13.    | "Little Queenie" (Berry)                            | 4:19  |
| 14.    | "When The Whip Comes Down"                          | 3:53  |
| 15.    | "You Got Me Rocking"                                | 3:14  |
| 16.    | "Sympathy for the Devil"                            | 8:12  |
| 17.    | "Tumbling Dice"                                     | 5:57  |
| 18.    | "Honky Tonk Women"                                  | 4:51  |
| 19.    | "Start Me Up"                                       | 4:20  |
| 20.    | "Jumpin' Jack Flash"                                | 6:58  |
| 21.    | "You Can't Always Get What You Want"                | 5:48  |
| 22.    | "Brown Sugar"                                       | 7:01  |

## Obsazení
The Rolling Stones
- Mick Jagger - zpěv, kytara, harmonika
- Keith Richards - kytara, zpěv
- Ron Wood - kytara
- Charlie Watts - bicí

Speciální host
- Bob Dylan - kytara, zpěv

Doprovodní hudebníci
- Lisa Fischer - doprovodné vokály, zpěv
- Bernard Fowler - doprovodné vokály, perkuse
- Blondie Chaplin - doprovodné vokály, kytara, perkuse
- Chuck Leavell - klávesy, doprovodné vokály
- Darryl Jones - baskytara, doprovodné vokály
- Bobby Keys - saxofon
- Andy Snitzer - saxofon, klávesy
- Michael Davis - trombon